# Borkum-Riffgrund (Naturschutzgebiet)

Karte der Naturschutzgebiete in der deutschen ausschließlichen Wirtschaftszone

Der Borkum-Riffgrund ist ein Naturschutzgebiet im Bereich der deutschen ausschließlichen Wirtschaftszone in der Nordsee.

## Allgemeines
Das Naturschutzgebiet ist rund 625 km² groß. Es ist deckungsgleich mit dem gleichnamigen, 2007 ausgewiesenen FFH-Gebiet. Das Gebiet steht seit dem 28. September 2017 unter Naturschutz.

## Beschreibung
Das Naturschutzgebiet liegt nordwestlich von Borkum und Juist im Südwesten der deutschen ausschließlichen Wirtschaftszone. Es wird nach Westen von der Abgrenzung der deutschen ausschließlichen Wirtschaftszone und nach Süden von der seewärtigen Grenze des deutschen Küstenmeeres begrenzt. Das Verkehrstrennungsgebiet „Terschelling–German Bight“ quert das Naturschutzgebiet im Süden.
Das Gebiet stellt eine überspülte Sandbank und angrenzende Bereiche unter Schutz. Die rund 521 km² große Sandbank ist aus einer Grundmoräne der Saale-Kaltzeit hervorgegangen. Sie liegt Wassertiefen von 18 bis 33 Metern. Rund 23 km² des Schutzgebietes wird von Riffen eingenommen.
In dem Gebiet überwintern u. a. Prachttaucher, Sterntaucher, Sturmmöwe, Mantelmöwe, Dreizehenmöwe, Zwergmöwe, Basstölpel und Trottellumme. Fluss-, Küsten- und Brandseeschwalbe sowie Heringsmöwe sind als durchziehende Vögel nachgewiesen. Das Seegebiet ist Lebensraum von Kegelrobbe, Seehund und Schweinswal.
Im Naturschutzgebiet ist die Freizeitfischerei verboten. Nördlich und nordöstlich des Naturschutzgebietes befinden sich mehrere Offshore-Windparks bzw. sind geplant oder im Bau, darunter der Offshore-Windpark Borkum Riffgrund.